# Upper Mecca
Upper Mecca är en klan i Liberia.   Den ligger i regionen Bomi County, i den västra delen av landet, 60 km norr om huvudstaden Monrovia.